# Лексінгтон (Кентуккі)
Лексінгтон (англ. Lexington) — місто (англ. city) в США, в окрузі Файєтт штату Кентуккі, центр кентукського синьотрав'яного регіону. Населення — 322 570 осіб (2020); у межах агломерації — 470849 осіб; у межах конурбації — 688707 осіб. Площа міста 740 км².
Відомі прізвиська міста: «Сороубред (повнокровне скакове) місто», або «Кінська столиця світу».
У місті знаходяться головний офіс виробника принтерів Lexmark; Кентуккський кінський парк, Кініланд іподром, Ред-майл іподром; з вищих навчальних закладів — Трансильванський університет, Університет Кентуккі, Блюграсс громадський та технічний коледж.

## Географія
Лексінгтон розташований за координатами 38°2′25″ пн. ш. 84°27′30″ зх. д. / 38.04028° пн. ш. 84.45833° зх. д. (38.040157, -84.458443).  За даними Бюро перепису населення США в 2010 році місто мало площу 739,57 км², з яких 734,65 км² — суходіл та 4,92 км² — водойми.

### Клімат
| Клімат : Лексінгтон     | Клімат : Лексінгтон | Клімат : Лексінгтон | Клімат : Лексінгтон | Клімат : Лексінгтон | Клімат : Лексінгтон | Клімат : Лексінгтон | Клімат : Лексінгтон | Клімат : Лексінгтон | Клімат : Лексінгтон | Клімат : Лексінгтон | Клімат : Лексінгтон | Клімат : Лексінгтон | Клімат : Лексінгтон |
| Показник                | Січ.                | Лют.                | Бер.                | Квіт.               | Трав.               | Черв.               | Лип.                | Серп.               | Вер.                | Жовт.               | Лист.               | Груд.               | Рік                 |
| Абсолютний максимум, °C | 26,7                | 26,7                | 30,0                | 32,8                | 35,6                | 40,0                | 42,2                | 40,6                | 39,4                | 33,9                | 28,3                | 23,9                | 42,2                |
| Середній максимум, °C   | 4,9                 | 7,6                 | 13,0                | 18,8                | 23,6                | 28,3                | 30,1                | 29,8                | 26,0                | 19,7                | 13,0                | 6,6                 | 18,5                |
| Середній мінімум, °C    | −3,9                | −2,2                | 2,1                 | 7,1                 | 12,2                | 16,9                | 19,1                | 18,3                | 14,2                | 8,1                 | 2,9                 | −2,2                | 7,8                 |
| Абсолютний мінімум, °C  | −29,4               | −28,9               | −18,9               | −9,4                | −3,3                | 3,9                 | 8,3                 | 5,6                 | 0,0                 | −6,7                | −19,4               | −28,3               | −29,4               |
| Норма опадів, мм        | 81                  | 81                  | 103                 | 91                  | 134                 | 113                 | 118                 | 83                  | 74                  | 80                  | 90                  | 100                 | 1147                |
| Днів з опадами          | 12,1                | 11,1                | 12,4                | 12,1                | 12,5                | 10,9                | 10,4                | 8,7                 | 7,8                 | 8,7                 | 10,7                | 12,4                | 129,8               |
| Днів зі снігом          | 4,8                 | 3,7                 | 1,4                 | 0,3                 | 0                   | 0                   | 0                   | 0                   | 0                   | 0                   | 0,5                 | 3,0                 | 13,7                |
| ----------------------- | ------------------- | ------------------- | ------------------- | ------------------- | ------------------- | ------------------- | ------------------- | ------------------- | ------------------- | ------------------- | ------------------- | ------------------- | ------------------- |
| Джерело: NOAA           |                     |                     |                     |                     |                     |                     |                     |                     |                     |                     |                     |                     |                     |

## Демографія

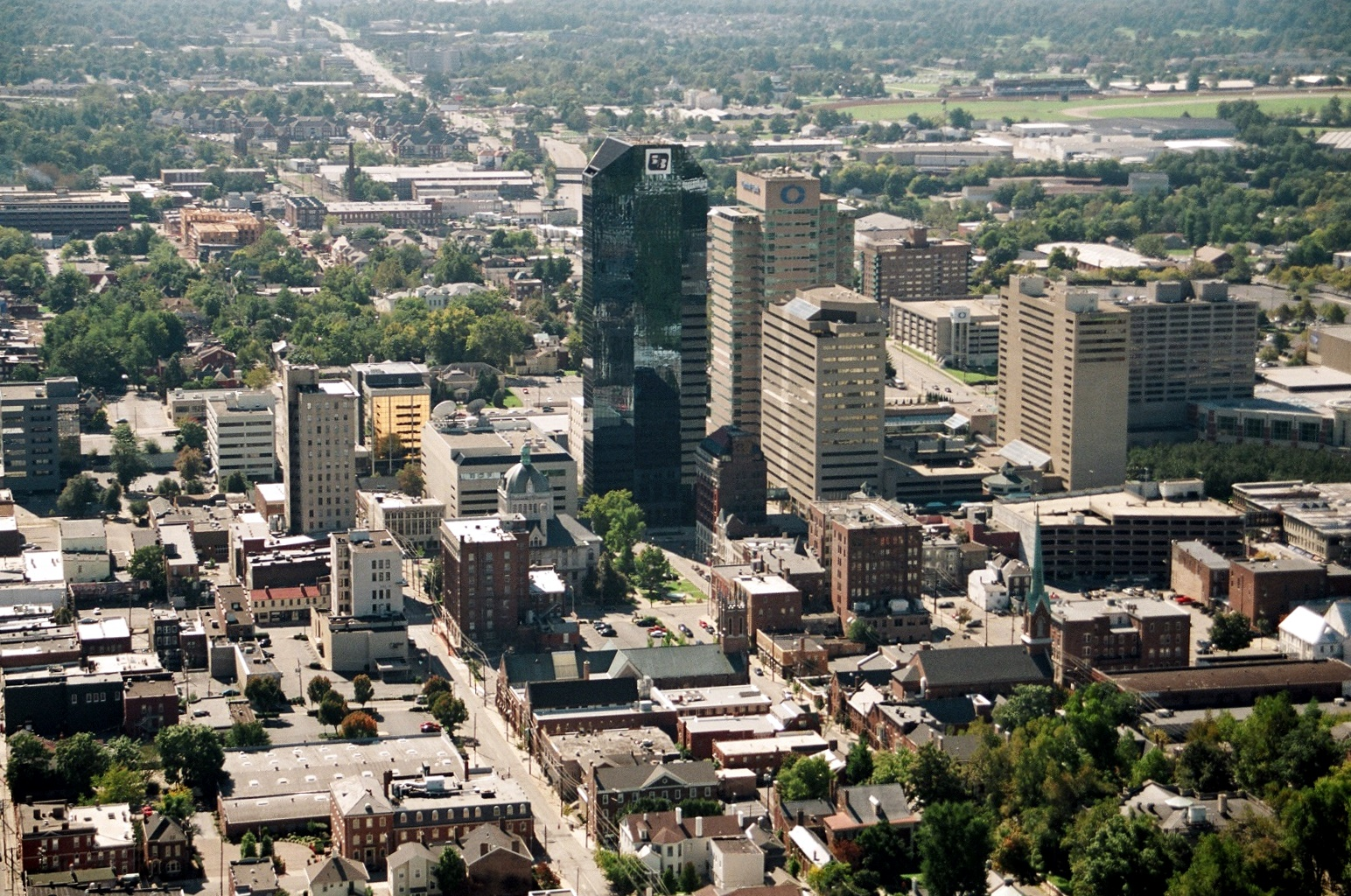
Даунтаун Лексингтона

Згідно з переписом 2010 року, у селищі мешкали 295 803 особи в 123 043 домогосподарствах у складі 69 661 родини. Густота населення становила 400 осіб/км².  Було 135160 помешкань (183/км²).
Расовий склад населення:
| - 75,7 % — білих - 14,5 % — чорних або афроамериканців - 3,2 % — азіатів - 0,3 % — корінних американців - 3,7 % — осіб інших рас |

До двох чи більше рас належало 2,5 %. Частка іспаномовних становила 6,9 % від усіх жителів.
За віковим діапазоном населення розподілялося таким чином: 21,2 % — особи молодші 18 років, 68,3 % — особи у віці 18—64 років, 10,5 % — особи у віці 65 років та старші. Медіана віку мешканця становила 33,7 року. На 100 осіб жіночої статі у селищі припадало 96,9 чоловіків;  на 100 жінок у віці від 18 років та старших — 95,0 чоловіків також старших 18 років.
Середній дохід на одне домашнє господарство  становив 71 834 долари США (медіана — 49 778), а середній дохід на одну сім'ю — 91 922 долари (медіана — 68 302). Медіана доходів становила 46 760 доларів для чоловіків та 37 979 доларів для жінок. За межею бідності перебувало 18,9 % осіб, у тому числі 23,3 % дітей у віці до 18 років та 8,4 % осіб у віці 65 років та старших.
Цивільне працевлаштоване населення становило 157 198 осіб. Основні галузі зайнятості: освіта, охорона здоров'я та соціальна допомога — 29,4 %, роздрібна торгівля — 11,5 %, науковці, спеціалісти, менеджери — 11,3 %, мистецтво, розваги та відпочинок — 11,2 %.

## Відомі люди
- Джон Кебелл Брекінрідж (англ. John Cabell Breckinridge) — політик.
- Ілейн Бріден (англ. Elaine Breeden) — спортсменка.
- Тайсон Гей (англ. Tyson Gay) — легкоатлет.
- Джордж Клуні (англ. George Clooney) — кіноактор.
- Мелісса Мак-Брайд (англ. Melissa McBride) — акторка.
- Томас Гант Морган (англ. Thomas Hunt Morgan) — біолог.
- Майкл Шеннон (англ. Michael Shannon) — актор.
- Енді Барр (* 1973) — американський політик